# Inula magnifica
Inula magnifica là một loài thực vật có hoa trong họ Cúc. Loài này được Lipsky mô tả khoa học đầu tiên năm 1897.